# Camelot (film)
Pour les articles homonymes, voir Camelot (homonymie).
Pour plus de détails, voir Fiche technique et Distribution.
Camelot est un film musical américain réalisé par Joshua Logan, sorti en 1967.
Il est adapté de la comédie musicale homonyme d'Alan Jay Lerner et Frederick Loewe créée à Broadway en 1960.

## Synopsis
Arthur (Richard Harris), roi de Camelot, épouse Guenièvre (Vanessa Redgrave) et fonde les chevaliers de la Table ronde. Lancelot (Franco Nero) arrive de France afin de rejoindre la confrérie, mais tombe fou amoureux de la reine. Ils deviennent amants, précipitant la fin de la Table ronde.

## Fiche technique
- Titre : Camelot
- Réalisation : Joshua Logan
- Scénario : Alan Jay Lerner d'après sa pièce, inspirée du roman de T.H. White The Once and Future King
- Direction artistique : John Truscott, Edward Carrere et John W. Brown
- Costumes : John Truscott
- Photographie : Richard H. Kline
- Montage : Folmar Blangsted
- Musique : Frederick Loewe
- Chansons : Alan Jay Lerner (paroles), Frederick Loewe (musique)
- Production : Jack Warner et Joel Freeman
- Société de production : Warner Bros. Pictures
- Budget : 13 millions de dollars (9,9 millions d'euros)
- Pays de production :  États-Unis
- Langue originale : anglais
- Format : Couleurs - 35 mm - 2,20:1 - Stéréo
- Genre : Comédie musicale, romance
- Durée : 179 minutes
- Dates de sortie : 
  - États-Unis : 25 octobre 1967
  - France : 15 novembre 1967
- Affiches : Bill Gold (États-Unis), Raymond Elseviers (Belgique)

## Distribution
- Richard Harris (VF : Jean Piat) : le roi Arthur
- Vanessa Redgrave (VF : Régine Blaess, dialogues et Danièle Licari, chants) : la reine Guenièvre
- Franco Nero (VF : Dominique Tirmont) : Lancelot
  - Gene Merlino : Lancelot (voix chantée)
- David Hemmings (VF : Philippe Mareuil) : Mordred
- Lionel Jeffries (VF : Henri Virlojeux) : le roi Pellinore
- Laurence Naismith (VF : Fred Pasquali) : Merlin
- Pierre Olaf (VF : Teddy Bilis) : Dap
- Estelle Winwood (VF : Lucienne Givry) : Dame Clarinda
- Gary Marshal (VF : Michel Gatineau) : Sir Lionel
- Anthony Rogers (VF : Jean-Pierre Duclos) : Sir Dinadan
- Peter Bromilow (VF : Jacques Dacqmine) : Sir Sagramor
- Sue Casey : Dame Sybil
- Gary Marsh : Tom de Warwick
- Nicolas Beauvy : Arthur enfant

## Production

### Tournage
Le tournage s'est déroulé de juin à novembre 1966 à Ségovie (Espagne), ainsi qu'aux studios Warner Bros. de Burbank, en Californie.

## Chansons du film
- I Wonder What The King Is Doing Tonight - Arthur
- The Simple Joys of Maidenhood - Guenièvre
- Camelot - Arthur
- C'est moi[1] - Lancelot
- The Lusty Month of May - Guenièvre
- Then You May Take Me to the Fair - Guenièvre, Sir Lionel, Sir Dinadan et Sir Sagramor
- How to Handle a Woman - Arthur
- If Ever I Would Leave You - Lancelot
- What Do the Simple Folk Do? - Guenièvre et Arthur
- Follow Me
- I Loved You Once in Silence - Guenièvre et Lancelot
- Guenevere
- Finale: Camelot - Arthur et Sir Lionel

## Récompenses et distinctions

### Récompenses
- Golden Globes 1968 : Meilleur acteur pour Richard Harris, meilleure musique et meilleure chanson (If Ever I Should Leave You)
- Kansas City Film Critics Circle Awards 1968 : Meilleure actrice pour Vanessa Redgrave
- Oscars 1968 : Meilleure musique, meilleure direction artistique et meilleurs costumes

### Nominations
- Golden Globes 1968 : Meilleur film, meilleure actrice pour Vanessa Redgrave et meilleur espoir masculin pour Franco Nero
- Oscars 1968 : Meilleure photographie et meilleur son
- Writers Guild of America Awards 1968 : Meilleur scénario d'un film musical pour

## Autour du film
- La quête du Graal n'est pas évoquée.
- Les rôles de Guenièvre, Arthur et Lancelot ont été créés sur scène par Julie Andrews, Richard Burton et Robert Goulet.
- Bien que Vanessa Redgrave ne soit pas chanteuse, les producteurs l'ont préférée à Julie Andrews, tout comme ils lui avaient préféré Audrey Hepburn pour l'adaptation cinématographique de My Fair Lady trois ans plus tôt, alors qu'Andrews avait créé les deux rôles sur scène.
- Contrairement à la pièce, les personnages des fées Morgane et Viviane (Nimue) n'apparaissent pas dans le film.